# Rogovo (Moscou)
Rogovo (Рогово) est un village du district administratif de Troïtsk intégré à la ville de Moscou en 2012. Auparavant, il faisait partie du raïon de Podolsk de l'oblast de Moscou. Rogovo est le centre administratif du district municipal Rogovskoïe.

## Population
- 2002: 1 997 habitants
- 2006: 2 017 habitants
- 2010: 1 984 habitants

## Géographie
Le gros village de Rogovo se trouve au bord de la rivière Tchernitchka et à 79 km du centre de Moscou. Les lieux de peuplement les plus proches sont les petits villages de Bogorodsköïe et Spas-Kouplia. L'autobus n° 1004 dessert le village à partir du microraïon n° 5 de Severnoïe Boutovo (qui est desservi par la station de métro Boulevard Dimitri Donskoï), ainsi que l'autobus n° 503 provenant de la station de métro Tioply Stan. Les autobus n° 1028 et 1050 proviennent de la gare de Podolsk sur la ligne de Koursk du chemin de fer.

## Histoire
Le village se trouve sur l'ancienne grand-route de Kalouga. C'était le centre administratif du district rural de Rogovo de l'oblast de Moscou de 1994 à 2006.

## Éducation
Le village abrite une école primaire et moyenne; l'école n° 2073.

## Lieux à voir
- Le village possède un monument aux morts de soldats soviétiques morts pendant la bataille de Moscou[1].
- Le village possède une « allée de la Gloire » dédiée aux commandants de l'armée de Koutouzov, dont le buste du lieutenant-général d'origine scandinave né à Pergel dans le gouvernement d'Estland, héros de la guerre de 1812, Karl Gustav von Baggehufwudt, enterré à Kalouga (buste élevé en décembre 2012)[2].

## Culte
Une église orthodoxe est construite en 2020.